# Ophidercetis italiensis
Ophidercetis italiensis è un pesce osseo estinto, appartenente agli aulopiformi. Visse nel Cretaceo superiore (Campaniano - Maastrichtiano, circa 72 milioni di anni fa) e i suoi resti fossili sono stati ritrovati in Italia.

## Descrizione
Questo pesce era di medie dimensioni e possedeva un profilo allungatissimo e sottile; poteva superare i 40 centimetri di lunghezza. Ophidercetis possedeva un corpo eccezionalmente allungato e serpentiforme, ancor più che in altri animali simili, come Dercetis e Rhynchodercetis. Come questi ultimi, tuttavia, Ophidercetis era dotato di un cranio lungo che finiva in un muso allungatissimo, come un rostro. Il corpo allungatissimo era dotato di più di 100 vertebre; la mandibola si estende in avanti sul mesetmoide, che è lungo, stretto e appuntito alle due estremità. La pinna dorsale inizia subito dietro la testa e si estende per tutta la lunghezza del corpo; la pinna anale è anch’essa lunga, ma ha origine più indietro rispetto alla dorsale. 

## Classificazione
Ophidercetis è un rappresentante degli aulopiformi, un gruppo di pesci attualmente rappresentato da numerose specie ma che nel corso del Cretaceo ebbe già un'ampia diffusione e differenziazione. Ophidercetis, in particolare, sembrerebbe essere un genere abbastanza derivato della famiglia Dercetidae, comprendente numerose forme predatrici dal corpo allungato. Sembra che il suo più stretto parente potrebbe essere stato proprio il genere eponimo, Dercetis.
Ophidercetis italiensis venne descritto per la prima volta nel 2005 da Louis Taverne, sulla base di resti fossili ritrovati nella zona di Nardò, in provincia di Lecce.